# Marathon van Londen 1994
De Londen Marathon 1994 werd gelopen op zondag 17 april 1994. Het was de veertiende editie van de Londen Marathon. Bij de mannen was de Mexicaan Dionicio Cerón het sterkst. Hij finishte in 2:08.53. De Duitse Katrin Dörre zegevierde voor de derde achtereenvolgende maal bij de vrouwen in 2:32.34.

## Uitslagen
Mannen
| rang   | naam                  | land | tijd    |
| ------ | --------------------- | ---- | ------- |
| Goud   | Dionicio Cerón        | MEX  | 2:08.53 |
| Zilver | Abebe Mekonnen        | ETH  | 2:09.17 |
| Brons  | Germán Silva          | MEX  | 2:09.18 |
| 4      | Salvatore Bettiol     | ITA  | 2:09.40 |
| 5      | Grzegorz Gajdus       | POL  | 2:09.49 |
| 6      | Martin Pitayo         | MEX  | 2:10.58 |
| 7      | Tena Negere           | ETH  | 2:10.59 |
| 8      | Eamonn Martin         | ENG  | 2:11.05 |
| 9      | Rolando Vera          | ECU  | 2:11.15 |
| 10     | Carlos Patricio       | POR  | 2:11.42 |
| 11     | Mark Flint            | ENG  | 2:12.07 |
| 12     | Fernando Couto        | POR  | 2:12.15 |
| 13     | Stephen Brace         | WAL  | 2:12.23 |
| 14     | Tesfaye Bekele        | ETH  | 2:12.24 |
| 15     | Artur Castro          | BRA  | 2:12.44 |
| 16     | Jose Esteban Montiel  | ESP  | 2:12.48 |
| 17     | Mark Hudspith         | ENG  | 2:12.52 |
| 18     | Leonid Shvetsov       | RUS  | 2:13.00 |
| 19     | Juan Francisco Romera | ESP  | 2:13.15 |
| 20     | Bruce Deacon          | CAN  | 2:13.35 |
| 21     | William Musyoki       | KEN  | 2:13.38 |
| 22     | Peter Whitehead       | ENG  | 2:13.40 |
| 23     | Peter Tshikila        | RSA  | 2:15.01 |
| 24     | Shin Nakashima        | JPN  | 2:15.20 |
| 25     | Jan Huruk             | POL  | 2:15.31 |

Vrouwen
| rang   | naam                 | land | tijd    |
| ------ | -------------------- | ---- | ------- |
| Goud   | Katrin Dörre         | GER  | 2:32.34 |
| Zilver | Lisa Ondieki         | AUS  | 2:33.17 |
| Brons  | Janeth Mayal         | BRA  | 2:34.21 |
| 4      | Sally Ellis          | ENG  | 2:37.06 |
| 5      | Sally Eastall        | ENG  | 2:37.08 |
| 6      | Hayley Nash          | WAL  | 2:39.04 |
| 7      | Zina Marchant        | ENG  | 2:40.09 |
| 8      | Julie Barleycorn     | ENG  | 2:40.31 |
| 9      | Linda Rushmere       | ENG  | 2:40.46 |
| 10     | Suzanne Rigg         | ENG  | 2:41.03 |
| 11     | Sally Lynch          | WAL  | 2:41.47 |
| 12     | Angela Hulley        | ENG  | 2:42.40 |
| 13     | Alison Rose          | SCO  | 2:45.55 |
| 14     | Patricia Griffin     | IRL  | 2:45.57 |
| 15     | Monica O'reilly      | USA  | 2:46.04 |
| 16     | Ana-Maria Mejia      | MEX  | 2:46.15 |
| 17     | Tatyana Polovinskaya | UKR  | 2:46.17 |
| 18     | Trudi Thomson        | SCO  | 2:47.31 |
| 19     | Tracy Swindell       | ENG  | 2:48.09 |
| 20     | Catherine Mijovic    | ENG  | 2:48.31 |
| 21     | Lesley Turner        | ENG  | 2:48.34 |
| 22     | Susan Endersby       | GBR  | 2:49.03 |
| 23     | Zoe Lowe             | ENG  | 2:49.58 |
| 24     | Elaine Flather       | ENG  | 2:50.41 |

1981 ·
1982 ·
1983 ·
1984 ·
1985 ·
1986 ·
1987 ·
1988 ·
1989 ·
1990 ·
1991 ·
1992 ·
1993 ·
1994 ·
1995 ·
1996 ·
1997 ·
1998 ·
1999 ·
2000 ·
2001 ·
2002 ·
2003 ·
2004 ·
2005 ·
2006 ·
2007 ·
2008 ·
2009 ·
2010 ·
2011 ·
2012 ·
2013 ·
2014 ·
2015 ·
2016 ·
2017